# Sofia Wistam
Eva Olga Wistam, meglio conosciuta come Sofia (Lidingö, 15 maggio 1966), è una conduttrice televisiva e conduttrice radiofonica svedese.
Nel 2022 ha presentato la versione svedese di Naked Attraction.